# 萨摩亚国立大学
萨摩亚国立大学，为萨摩亚唯一的国立大学，位于阿皮亚市。目前有2000名学生，200名教职工。该大学校园的建设资金部分来自日本政府资助。
萨摩亚国立大学体育馆曾作为2007年南太平洋运动会的主办场地。